# William Somervile
William Somervile (født 2. september 1675 i Warren, Warwickshire, død 19. juli 1742 sammesteds) var en engelsk digter.
Somervile studerede i Oxford, arvede sin faders gods og levede et stille liv som godsejer og fredsdommer. Hans mest kendte værk er digtet The Chase (1735), et beskrivende læredigt, der udmærker sig ved indgående kendskab til alt, hvad der vedrører jagt og friluftsliv og i sin tid blev meget læst og beundret. En ny udgave med et kritisk essay af John Aikin kom 1796, og det er udgivet flere gange senere.